# SM U-93 (1916)
SM U-93 – niemiecki okręt podwodny typu U-93, zbudowany w stoczni Friedrich Krupp Germaniawerft w Kilonii w latach 1915–1917. Wcielony do służby w Kaiserliche Marine 10 lutego 1917 roku, 5 kwietnia został przydzielony do IV Flotylli U-Bootów. Dowodzony kolejno przez kapitanów: barona Edgara von Spiegel von und zu Peckelsheima oraz Helmuta Gerlacha, w czasie pięciu patroli zatopił 34 statki nieprzyjaciela o łącznej pojemności 87 872 BRT oraz uszkodził trzy o łącznej pojemności 12 628 BRT. Zaginął bez wieści wraz z całą załogą w styczniu 1918 roku na kanale La Manche.

## Zamówienie i budowa
SM U-93 został zamówiony 15 września 1915 roku jako pierwszy z serii 24 okrętów podwodnych typu U-93, w ramach wojennego programu rozbudowy floty. Pierwsze 14 jednostek zostało zamówionych w Germaniawerft w Kilonii. U-93 otrzymał numer stoczniowy 257 (Werk 257). Stępkę położono 12 stycznia 1916 roku, a okręt wodowano 15 grudnia 1916 roku. Wszedł do służby w cesarskiej marynarce wojennej 10 lutego 1917 roku.

## Opis techniczny
U-93 był dużym, oceanicznym okrętem podwodnym o konstrukcji dwukadłubowej. Przy długości całkowitej 71,55 m i szerokości maksymalnej 6,3 m, jego wyporność nawodna wynosiła 838, a podwodna 1000 ton metrycznych. Napęd stanowiły dwa sześciocylindrowe, czterosuwowe silniki wysokoprężne MAN S6V45/42 o łącznej mocy 2400 KM do pływania na powierzchni oraz dwa silniki elektryczne SSW, pełniące jednocześnie rolę generatorów ładujących akumulatory, o łącznej mocy 1200 KM. Prędkość maksymalna na powierzchni wynosiła 16,9 węzła, w zanurzeniu 8,6 węzła. Zapas 107 ton paliwa do diesli zapewniał zasięg maksymalny 9020 mil morskich przy prędkości ekonomicznej 8 węzłów. W zanurzeniu okręt mógł przepłynąć 52 mile morskie poruszając się z prędkością 5 węzłów.
Podstawowe uzbrojenie okrętu stanowiło 12 do 16 torped wystrzeliwanych z czterech dziobowych i dwóch rufowych wyrzutni torpedowych kal. 500 mm. Początkowo U-93 był uzbrojony w działo pokładowe kal. 88 mm L/30 z zapasem 220 sztuk amunicji, w ostatnim okresie służby uzupełnione działem kal. 105 mm L/45 z zapasem 205 pocisków.
Wielkość załogi składającej się nominalnie czterech oficerów oraz 32 podoficerów i marynarzy, w czasie służby okrętu wzrosła do około 40 osób.

## Służba operacyjna
Pierwszym dowódcą okrętu został kapitan Freiherr Edgar von Spiegel von und zu Peckelsheim. W czasie pierwszego patrolu na Morzu Północnym, 15 kwietnia 1917 roku, U-93 zatrzymał i zatopił ogniem z działa duński statek żaglowy „Fram” o pojemności 105 BRT. Statek płynął z Hull do Aarhus z ładunkiem węgla.
18 kwietnia 1917 roku, mniej więcej w połowie drogi pomiędzy Szetlandami a Wyspami Owczymi U-93 zatrzymał, a następnie storpedował dwa norweskie statki handlowe: „Troldfos”, płynący z Nowego Jorku do Kristianii (Oslo), o pojemności 1459 BRT, który płynął z ładunkiem maszyn rolniczych, a następnie załadowany kukurydzą i makuchami żaglowiec „West Lothian”, zmierzający z Buenos Aires także do Kristianii (1887 BRT).
30 kwietnia, operując na Morzu Celtyckim, U-93 zatopił trzy statki handlowe. Pierwszym był włoski parowiec „Ascaro” o pojemności 3245 BRT, który wiózł rudę żelaza z Almerii do Ardrossan w Szkocji; drugim – brytyjski parowiec „Horsa” (2 949 BRT), także płynący z ładunkiem rudy, ale do Cardiff. W wyniku ataku zginęło 11 członków załogi. Trzecią zatopioną jednostką był grecki parowiec „Parthenon” o pojemności 2934 BRT, który płynął z Nowego Jorku do Hawru.
Czwartą jednostką zaatakowaną przez U-93 tego dnia, był niewielki brytyjski szkuner. Po trwającym 25 minut ostrzale U-boot podpłynął do swej ofiary, której załoga rozpoczęła ewakuację. Atakowana jednostka okazała się jednak brytyjskim okrętem pułapką HMS „Prize” dowodzonym przez Williama E. Sandersa, który odczekał, aż U-93 zbliży się na mniej niż 100 metrów, zanim rozkazał otworzyć ogień. Pociski poważnie uszkodziły kiosk U-93, który „zatonął” – Brytyjczycy uratowali i wzięli do niewoli jego dowódcę i dwóch marynarzy z obsługi broni pokładowej. Za zatopienie nieprzyjacielskiego okrętu podwodnego i zimną krew wykazaną podczas wcześniejszego ostrzału (który poważnie uszkodził HMS „Prize”) Admiralicja nagrodziła Sandersa Krzyżem Wiktorii. W rzeczywistości U-93 zdołał ujść – dowództwo przejął Wilhelm Ziegner, który doprowadził uszkodzony okręt na Sylt.
23 maja 1917 roku kapitanem U-93 został mianowany Helmut Gerlach.
Największym zatopionym przez U-93 statkiem był brytyjski parowiec SS „Volodia” o pojemności 5689 BRT. 21 sierpnia 1917 roku statek, który płynął z Montrealu do Londynu, został storpedowany 285 mil na zachód od Ouessant. 10 członków załogi poniosło śmierć.

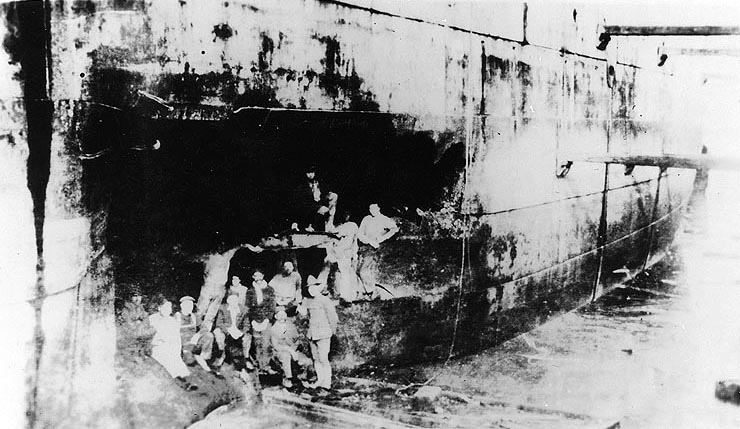
USAT „Finland” – zniszczenia po ataku torpedowym SM U-93

W październiku, w czasie czwartego patrolu po Morzu Celtyckim, U-93 zaatakował duży amerykański transatlantyk USAT „Finland” o pojemności 12 222 BRT, który wracał do Nowego Jorku. 28 października w konwoju wypłynął z Saint-Nazaire w eskorcie uzbrojonych żaglowców USS „Alcedo”, USS „Corsair”, USS „Wakiva II” oraz niszczycieli USS „Smith”, USS „Lamson”, USS „Preston” oraz USS „Flusser”. USS „Finland” miał na pokładzie załogę statku „Antilles”, który został zatopiony przez niemiecki okręt podwodny SM U-105. O godzinie 9:27 załoga „Finland” zauważyła około 200 jardów od sterburty zmierzającą ku statkowi torpedę. Pomimo prób manewru, „Finland” został trafiony, co spowodowało panikę wśród cywilnej załogi statku, która rozpoczęła ewakuację. Dopiero po interwencji oficerów część załogi powróciła na swoje stanowiska. Zniszczenia statku nie były na tyle poważne, żeby spowodować jego zatonięcie. W wyniku ataku zginęło 9 marynarzy znajdujących się na okręcie.
29 października U-93 zatrzymał, a następnie zatopił urugwajski żaglowiec „La Epoca” o pojemności 2432 BRT, płynący z ładunkiem stali, oleju i innymi towarami z Nowego Jorku do Bordeaux. Następnego dnia jego ofiarą padł norweski parowiec „Liff” o pojemności 2521 BRT, płynący z Nowego Jorku do Bordeaux z ładunkiem drobnicy.
W czasie ostatniego, piątego patrolu w styczniu 1918 roku u południowych wybrzeży Wielkiej Brytanii oraz po Zatoce Biskajskiej U-93 zatopił osiem statków nieprzyjaciela. 6 stycznia zapisał się jako dzień największej chwały załogi U-93. W ciągu jednego dnia zatopiła cztery statki z pięciu płynących w konwoju, wszystkie w rejonie kilku mil od Penmarch w Bretanii. Pierwszym był grecki frachtowiec parowy „Kanaris” o pojemności 3793 BRT, płynący z Barry do Bordeaux, drugim – amerykański tankowiec „Harry Luckenbach” (2798 BRT), z którego załogi zginęło 8 marynarzy. Trzecim zatopionym statkiem był francuski uzbrojony parowiec „Henri Le Cour” o pojemności 2488 BRT, płynący z ładunkiem węgla z Cardiff do Nantes. Czwartym i ostatnim statkiem zatopionym w tym dniu był duński parowiec „Dagny” (1220 BRT), zbudowany w 1901 roku w William Gray & Co., Ltd., płynący z ładunkiem węgla z Port Talbot do Bordeaux.
Ostatnią ofiarą załogi U-93 był brytyjski parowiec „War Song” o pojemności 2535 BRT. 15 stycznia 1918 roku, około 12 mil na zachód od Île-de-Sein „War Song” został ostrzelany i zatopiony z broni pokładowej U-93. W wyniku ataku śmierć poniosło 19 marynarzy (sześciu z nich pochowano na cmentarzu na Île-de-Sein).
Ostatni kontakt z okrętem odnotowano 15 stycznia 1918 roku. U-93 zaginął bez wieści wraz z całą załogą (według różnych źródeł 40 lub 43 osoby) na kanale La Manche. Niektóre źródła wskazują jednak, że U-93 zatonął 7 stycznia 1918 roku, w pobliżu Lizard Point, w wyniku staranowania przez parowiec „Braeniel”.
W czasie pięciu patroli zatopił 34 statki nieprzyjaciela o łącznej pojemności 87 872 BRT oraz uszkodził trzy o łącznej pojemności 12 628 BRT